# Финале УЕФА Лиге шампиона 2007.
Финале УЕФА Лиге шампиона 2007. је била фудбалска утакмица одиграна на Олимпијском стадиону у Атини, Грчка, 23. маја 2007, која је одлучивала о томе који ће фудбалски клуб победити у такмичењу Лиге шампиона за сезону 2006/07. Утакмица је одиграна између италијанског клуба Милана и енглеског клуба Ливерпула; истоимени тимови играли су и у финалу овог такмичења 2005. године. Милан је остварио победу резултатом 2–1, након два гола која је постигао Филипо Инзаги.
Милан је последњи пут тријумфовао у овом такмичењу 2003. године, док је Ливерпул то остварио 2005. године, управо победивши Милан у финалној утакмици. Ливерпул и Милан започели су такмичење УЕФА Лиге шампиона 2006/07 у трећем колу квалификација;оба тима су успела да се квалификују у групну фазу, а затим и да освоје прва места у својим групама. На путу до финала, и Ливерпул и Милан елиминисали су многе претходне победнике овог такмичења. Милан је најпре елиминисао Црвену звезду, шампиона из 1991, затим је елиминисао Селтик, шампиона из 1967, Бајерн Минхен, четвороструког шампиона, као и Манчестер јунајтед, победника овог такмичења 1968. и 1999. године. Ливерпул је елиминисао Барселону, браниоца титуле, као и ПСВ Ајндховен, победника из 1988. Ливерпул је у полуфиналу елиминисао Челси по други пут у претходне три године.
Непосредно пред утакмицу постојали су одређени проблеми са улазницама, због тога што је огроман број навијача ушао на стадион са фалсификованим улазницама. Портпарол УЕФЕ је након утакмице оптужио Ливерпул наводећи да „Ливерпул има најгоре навијаче у Европи“, али је ову изјаву касније демантовао Мишел Платини, председник УЕФЕ.

## Пут до финала
Тридесет два тима која је требало да учествују у Лиги шампиона 2006/07 квалификовала су се у групну фазу на неколико начина. Одређени број тимова морао је да прође три круга квалификација, док су преостали тимови изборили директан пласман на основу резултата који су постигли у својим домаћим фудбалским шампионатима претходне године. Ливерпул и Милан су такмичење започели из трећег квалификационог круга. Ливерпул је то право обезбедио тако што је заузео трећу позицију у Премијер лиги у сезони 2005/06, док је Милан то право остварио тако што је заузео 3. позицију у италијанској Серији А у сезони 2005/06.
Милан је првенствену сезону 2005/06 заправо завршио на другој позицији, али му је накнадно одузето 15 бодова јер је судским поступком утврђено да су званичници клуба учествовали у малверзацијама везаним за резултате утакмица. Првостепена пресуда, која је укинута након подношења жалбе, онемогућавала је Милан да у сезони 2006/07 учествује у Лиги шампиона.
Такмичење у текућој сезони Лиге шампиона конципирано је тако што је формирано осам група по четири тима. Играло се по двокружном поен систему, што значи да је сваки тим играо утакмице са преостала три тима из групе како на домаћем тако и на гостујућем терену . У елиминационим фазама (изузев финала) играле су се по две утакмице, што значи да је свака екипа играла и на домаћем и на гостујућем терену. Такође је важило и правило које се односи на већи број постигнутих голова на гостујућем терену. У случају да је након две утакмице резултат између две екипе био изједначен, победник је одлучиван након продужетака, а затим (уколико је за тим постојала потреба) и након извођења једанаестераца
.
| Тим       | У | П | Н | И | ДГ | ПГ | ГР | Б  |
| --------- | - | - | - | - | -- | -- | -- | -- |
| Милан     | 6 | 3 | 1 | 2 | 8  | 4  | +4 | 10 |
| Лил       | 6 | 2 | 3 | 1 | 8  | 5  | +3 | 9  |
| АЕК       | 6 | 2 | 2 | 2 | 6  | 9  | −3 | 8  |
| Андерлехт | 6 | 0 | 4 | 2 | 7  | 11 | −4 | 4  |

| Тим           | У | П | Н | И | ДГ | ПГ | ГР | Б  |
| ------------- | - | - | - | - | -- | -- | -- | -- |
| Ливерпул      | 6 | 4 | 1 | 1 | 11 | 5  | +6 | 13 |
| ПСВ Ајндховен | 6 | 3 | 1 | 2 | 6  | 6  | 0  | 10 |
| Бордо         | 6 | 2 | 1 | 3 | 6  | 7  | −1 | 7  |
| Галатасарај   | 6 | 1 | 1 | 4 | 7  | 12 | −5 | 4  |

## Проблеми пре утакмице
За финалну утакмицу Лиге шампиона 2006/07 штампано је 63.800 улазница, а од тога је само 9.000 улазница било намењено за продају. Од преосталог броја улазница, УЕФА је поделила по 17.000 сваком тиму који је учествовао у финалу, а 20.800 улазница било је резервисано за чланове УЕФЕ и представнике спонзора комплетног такмичења. Овај начин расподеле улазница довео је до одређених проблема пре самог почетка утакмице. Док су се редови навијача испред стадиона све више повећавали, грчка полиција је издала саопштење у коме се наводи да је стадион испуњен до последњег места, што је довело до озбиљног негодовања неколико хиљада навијача са валидним улазницама, који су чекали у редовима испред стадиона. Истовремено, полиција је затворила све улазне капије на стадиону, како би се избегао насилан улазак навијача који су чекали испред стадиона.
Навијачи Ливерпула су покушали да на насилан начин уђу на стадион, тако да је грчка полиција била приморана да употреби сузавац и гумене метке, како би онемогућила улазак навијача на стадион. Вилијам Гејлард, портпарол УЕФЕ, оптужио је навијаче Ливерпула за стварање проблема, наводећи да „навијачи Милана нису имали исте проблеме, јер се нису понашали на исти начин као навијачи Ливерпула .“ У извештају УЕФЕ, издатом непосредно после утакмице, навијачи Ливерпула су окарактерисани као „најгори навијачи у Европи“, док је Гејлард нарочито истакао: „Какви су то навијачи који краду улазнице из дечјих руку као и из руку својих истомишљеника?“ Међутим, Мишел Платини, председник УЕФЕ, касније је демантовао да је било који званичник УЕФЕ изјавио да Ливерпул има најгоре навијаче у Европи
УЕФА је претрпела бројне критике због тога што није успела да имплементира проверене процедуре за проверу валидности улазница, као и због недовољних мера безбедности у односу на предвиђени број навијача на стадиону. Том Хикс, један од двојице власника Ливерпула, оштро је критиковао званичнике УЕФЕ, оценивши њену одлуку да сваком клубу додели по 17.000 улазница за њихове навијаче „болесном“. Хикс се у својој изјави посебно осврнуо на портпарола УЕФЕ, истичући да је Гејлард покушао да своју кривицу свали на навијаче Ливерпула, како би на тај начин прикрио сопствене грешке. Сајмон Гас, амбасадор Уједињеног Краљевства у Грчкој, истакао је да је „очигледно да су постојале одређене грешке у систему које су довеле до тога да фалсификоване улазнице постану валидне; УЕФА у будућности мора да обрати нарочиту пажњу на овај део организационог система, како се овакви догађаји више не би понављали.“

## Лопта којом се играла утакмица
„Адидас“, компанија која обезбеђује спортске реквизите за све међународне спортске догађаје у организацији ФИФЕ, УЕФЕ и Међународног олимпијског комитета, представила је 9. марта 2007. потпуно нову фудбалску лопту којом ће се играти финална утакмица Лиге шампиона 2007. Дизајн нове лопте у великој мери је заснован на широко препознатљивом „звезданом логоу“ Лиге шампиона, а притом је комплетна лопта била плаво–беле боје, које су представљале боје које се налазе на грчкој застави.

## Преглед утакмице
У финалној утакмици Лиге шампиона 2007. учествовала су двојица од тројице најбољих стрелаца у текућем такмичењу. Фудбалер Милана, Кака, заузимао је водећу позицију на листи стрелаца са 10 постигнутих голова, док је нападач Ливерпула, Питер Крауч, делио 3. позицију са 6 постигнутих голова.
Фудбалери Милана одабрали су да на утакмици носе комплетно белу спортску опрему, иако су жребом били одређени као формално „домаћи тим“. Сматрали су да им ова комбинација спортске опреме доноси срећу (итал. maglia fortunata), јер су у оваквој комбинацији спортске опреме освојили ово такмичење већ пет пута . Све ово је значило да ће фудбалери Ливерпула утакмицу одиграти у својој традиционалној спортској опреми, која се састојала од црвене мајице, црвеног шорца и црвених чарапа. Сваку од пет титула у овом такмичењу фудбалери Ливерпула су освојили играјући у описаној комбинацији, а две од тих пет титула уследиле су након утакмица са италијанским тимовима који су играли у комплетно белој спортској опреми
.
Тренер Милана, Карло Анчелоти, за ову утакмицу је одабрао најстарију стартну поставу у историји финалних утакмица Лиге шампиона, са просечном старошћу од 31 године и 34 дана. Паоло Малдини је постао најстарији играч који је играо у финалној утакмици Лиге шампиона. Имао је 38 година и 331 дан . За Ливерпул су у финалној утакмици играла и петорица играча који су учествовали и у финалу 2005. године. То су били: Шаби Алонсо, Џејми Карагер, Стив Финан, Стивен Џерард и Јон Арне Рисе.

### Прво полувреме
Оба тима су утакмицу започела прилично бојажљиво, тако да је у првих неколико минута начињен веома велики број фаулова. Први значајнији напад ка голу противника догодио се у 9. минуту, када је Џермејн Пенант претрчао Марека Јанкуловског и нашао се испред голмана Милана, али је његов недовољно јак шут Дида одбранио. Непосредно након тога фудбалери Милана су узвратили, али асистенција Пирла према Инзагију није била довољно прецизна; Пепе Реина је у 17. минуту одбранио шут Каке. У следећих неколико минута Јон Арне Рисе и Шаби Алонсо су са велике удаљености шутирали према голу Милана, док су Масимо Одо и Марек Јанкуловски стварали велике проблеме по боковима фудбалерима Ливерпула. У 35. минуту Пенант је још једном претрчао неколико фудбалера Милана након што је одузео лопту Паоло Малдинију, али је у наставку напада шут Кајта изблокиран.
За разлику од претходне утакмице из 2005. године, у првом полувремену ове утакмице виђен је само један гол, а тај гол је постигао Филипо Инзаги. Гол је постигнут у 45. минуту, након слободног ударца који је извео Пирло. Лопта се одбила од рамена Инзагија и „преварила“ голмана Ливерпула. Успорени снимак напада касније је показао да је лопта погодила Инзагија у руку, али главни судија тај догађај није окарактерисао као играње руком . Инзаги је касније изјавио „да је постојала намера да се лопта од њега одбије, али да он ни у ком случају није намеравао да лопту дотакне руком“
.

### Друго полувреме
На самом почетку другог полувремена Ливерпул је играо веома офанзивно, тако да је посед лопте у потпуности био на његовој страни. У 62. минуту Ливерпул је створио најбољу прилику на утакмици до тог тренутка. Стивен Џерард, капитен Ливерпула, искористио је грешку Ђенара Гатуза и нашао се испред голмана Диде, али није имао снаге да упути довољно јак шут ка голу, тако да је голман Милана остао несавладан. Настојећи да његов тим што пре изједначи резултат, тренер Ливерпула Рафаел Бенитез извршио је измену која је умногоме утицала на коначан резултат утакмице. Из игре је изашао Хавијер Маскерано, а у игру је ушао Питер Крауч. Међутим, улога Маскерана је била да стриктно маркира Каку, тако да је његовим изласком из игре Кака добио много више слободног простора на терену.
Фудбалери Милана су у 82. минуту искористили ту предност јер је Филипо Инзаги, избегавши офсајд позицију након веома прецизног додавања од стране Каке, успео да постигне свој други гол на утакмици и да доведе Милан у вођство од 2–0. Дирк Кајт је у 89. минуту постигао гол за Ливерпул, након што је Агер одбио главом лопту изведену из корнера. Међутим, резултат се до краја утакмице није мењао, тако да су фудбалери Милана победили резултатом 2–1.

### Након утакмице
Мишел Платини, председник УЕФЕ, уручио је пехар Паолу Палдинију, капитену Милана у почасној ложи Олимпијског стадиона у Атини. Платини је приликом доделе признања играчима истакао да „је веома пријатно изненађен чињеницом да фудбалери оба тима поново добијају признања у почасној ложи стадијума, односно међу навијачима“. Претходних година је било уобичајено да играчи добијају признања на специјално конструисаном подијуму, постављеном на центру игралишта. Ово је био први случај да пехар капитену победниче екипе предаје председник УЕФЕ који је против њега играо у прошлости. Наиме, у време када је Платини играо своје последње утакмице за Јувентус, Паоло Малдини, у то тоба тинејџер, тек је започињао фудбалску каријеру, играјући прве утакмице за Милан.

## Детаљи са утакмице
| Милан          | 2—1      | Ливерпул |
| -------------- | -------- | -------- |
| Инзаги 45, 82’ | Извештај | Кајт 89’ |

| Милан | Ливерпул |

| МИЛАН:         |    |                   |     |       |
|                |    |                   |     |       |
| Г              | 1  | Дида              |     |       |
| О              | 44 | Масимо Одо        |     |       |
| О              | 13 | Алесандро Неста   |     |       |
| О              | 3  | Паоло Малдини (c) |     |       |
| О              | 18 | Марек Јанкуловски | 54’ | 80’   |
| С              | 8  | Ђенаро Гатузо     | 40’ |       |
| С              | 21 | Андреа Пирло      |     |       |
| С              | 23 | Масимо Амброзини  |     |       |
| С              | 10 | Кларенс Седорф    |     | 90+2’ |
| Н              | 22 | Кака              |     |       |
| Н              | 9  | Филипо Инзаги     |     | 88’   |
| Измене:        |    |                   |     |       |
| Г              | 16 | Жељко Калаћ       |     |       |
| О              | 2  | Кафу              |     |       |
| О              | 4  | Каха Каладзе      |     | 80’   |
| О              | 19 | Ђузепе Фавали     |     | 90+2’ |
| С              | 27 | Сержињо           |     |       |
| С              | 32 | Кристијан Броки   |     |       |
| Н              | 11 | Алберто Ђилардино |     | 88’   |
| Тренер:        |    |                   |     |       |
| Карло Анчелоти |    |                   |     |       |

| ЛИВЕРПУЛ:      |    |                   |     |     |
|                |    |                   |     |     |
| Г              | 25 | Хосе Мануел Реина |     |     |
| О              | 3  | Стив Финан        |     | 88’ |
| О              | 23 | Џејми Карагер     | 60’ |     |
| О              | 5  | Данијел Агер      |     |     |
| О              | 6  | Јон Арне Рисе     |     |     |
| С              | 14 | Шаби Алонсо       |     |     |
| С              | 20 | Хавијер Маскерано | 58’ | 78’ |
| С              | 16 | Џермејн Пенант    |     |     |
| С              | 32 | Будевајн Зенден   |     | 59’ |
| С              | 8  | Стивен Џерард (c) |     |     |
| Н              | 18 | Дирк Кајт         |     |     |
| Измене:        |    |                   |     |     |
| Г              | 1  | Јержи Дудек       |     |     |
| О              | 2  | Алваро Арбелоа    |     | 88’ |
| О              | 4  | Сами Хипија       |     |     |
| С              | 7  | Хари Кјуел        |     | 59’ |
| С              | 11 | Марк Гонзалез     |     |     |
| Н              | 15 | Питер Крауч       |     | 78’ |
| Н              | 17 | Крејг Белами      |     |     |
| Тренер:        |    |                   |     |     |
| Рафаел Бенитез |    |                   |     |     |

| Играч утакмице: Филипо Инзаги Помоћне судије: Карстен Кадах Фолкер Вецел Четврти судија: Флоријан Мејер |